# Манкент
Манке́нт (каз. Манкент) — село у складі Сайрамського району Туркестанської області Казахстану. Адміністративний центр Манкентського сільського округу.
Населення — 30135 осіб (2021; 25058 у 2009, 19137 у 1999, 15104 у 1989).
26 березня 2015 року до села було приєднано територію площею 30,76 км².